# Тракайський діалект караїмської мови
Тракайський (кракітський) діалект караїмської мови — один із караїмських діалектів, на якому говорять караїми, що мешкають у Литві. Це найпоширеніший з усіх діалектів караїмської мови.

## Історія

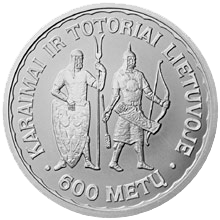
Ювілейна монета 50 літів на честь 600-річчя поселення татар і караїмів в Литві

Караїми приїхали в Тракай в кінці XIV століття. Згідно з караїмською традицією, кілька сотень караїмських і татарських сімей запросив великий князь литовський Вітовт після походу в Крим. Звідти пізніше караїми розселилися по інших містах Литви, Волині та Поділля.
Однак, існують і інші версії їх походження на основі лінгвістичного аналізу, наприклад, із Золотої Орди, де була поширена мова, близьку до мови литовських і галицьких караїмів. Не виключається і переселення кількох хвиль представників етносу в різний час.
Чисельність литовських караїмів неухильно скорочувалася в радянський період. За даними перепису Литви (2001 рік) караїмів налічувалося 273 людини, з яких рідною мовою назвали:
- литовську — 97 осіб (35,5 %);
- російську — 46 осіб (16,8 %);
- польську — 2 особи ;
- українську — 1 особа;
- іншу — 118 осіб (43,2 %), по всій видимості, караїмська;
- не вказали мову — 9 осіб.

За даними останнього перепису населення Литви (2011 рік) в ній живе 241 караїм.
У Польщі 1997 року 17 осіб могло говорити та 11 осіб говорити та писати караїмською мовою. В Литві 69 осіб говорити та 28 осіб говорити та писати.

## Лексика та особливості
Тракайський діалект ввібрав в себе деякі риси навколишніх його мов: його яскраво виражені особливості вимови, лексика і граматична структура зближують його з литовською, польською і російською мовами. Не дуже добре вивченим залишається вплив їдишу на цей діалект. У цьому діалекті, як і в галицькому і кримському, присутня гармонія голосних і приголосних звуків.

### Голосні
Передні голосні / ö / і / ü / з'являються тільки на початку слова.

## Морфологія
У тракайському діалекті є сім відмінків: називний, родовий, знахідний, давальний, місцевий, абляційний і інструментальний. Суфіксами єдиного і множини є -lar ~ -ľer. Нижче наведена таблиця суфіксів:
- ед.ч мн.ч el — Eller ім.п
- el · ńiń — el·ler · ńiń род.п
- el · g'a — el·ler · g'a він.п
- el · ńi — el·ler · ńi дат.п
- el · d'ań — el·ler · d'ań мес.п
- el · da — el · da абл.п
- el · b'a — el·ler · b'a інс.п

## Числівники
Одиниці: bir, eki, üč, diort ', b'eš, ałty, jedi, segiź, toγuz.
Десятки: on, igirme, otuz, kyrχ, enli, ałtymyš, jetmiš, s'eks'ań, toχsan. Числа вищих розрядів: juź «сто», miń «тисяча» і t'um'ań «десять тисяч».

## Порівняння
Тракайський діалект заведено порівнювати з галицьким діалектом, який поширений в Галичині. відмінності:
Фонетика — відповідності ö / е, ÿ / і, 'ä / е, ш / з, ж / з, ч / ц, дж / дз, агов / ай, н'л / лл, й / н (<нь), в ауслауті х / к (<Кь): öп- / ЕП «цілувати», кельгяньляр / кельгенлер «вони прийшли», баш / бас «голова», тережя / Терезі «вікно», ач / ац «голодний», джан / дзан «душа», бармах / Бармак «палець», буле / Булай «так», ен'лі / Еллі «п'ятдесят», майа / ман'а «мені»; відповідність т '/ к перед і, е: тис / киць «зуб», келді / колагену «він прийшов».
Морфологія — містить різну форму афіксів підмета і приналежності: -мин, -мін / -мен, -м; -син, -сині /-вересні, -с; -й / -н; -йиз, -йіз, -йуз, -йÿз / -низ, -ніз, -нуз, -нÿз; в обох діалектах вживається причастя на -адог'он: барадог'он «йде туди»; синтаксис деформований під впливом слов'янських мов.
Лексика тракайського діалекта містить  — єврейські запозичення, велику кількість слов'янізмів, деяка кількість арабо-персізмов.